# Laila Driessen-Jansen
Laila Mathilde Driessen-Jansen (Schiedam, 7 november 1953) is een Nederlandse VVD-politicus en bestuurder. 

## Biografie
Driessen-Jansen heeft van 1973 tot 1978 geschiedenis/kunstgeschiedenis gestudeerd aan de Rijksuniversiteit Leiden. Daarna was ze 10 jaar werkzaam bij de VVD-fractie in de Tweede Kamer waar ze onder andere coördinator van de persoonlijk medewerkers was. Daarnaast was ze vanaf 1982 gemeenteraadslid in Leiden wat ze tot 1994 zou blijven. Verder was ze onder andere adjunct-directeur bij Acquest Consultancy en beleidscoördinator bij de gemeente Amsterdam waar ze nauw heeft samengewerkt met wethouder Frank de Grave.
Driessen-Jansen werd in 2003 lid van Provinciale Staten van Noord-Holland en nadat gedeputeerde Ton Hooijmaijers was opgestapt volgde ze deze partijgenoot in juni 2009 op. Hij was opgestapt nadat de provincie dreigde 78 miljoen euro te verliezen toen de IJslandse Landsbanki (bekend van Icesave) in de problemen kwam. In haar portefeuille had zij Ruimtelijke Ordening, Schipholzaken, Huisvesting der Organisatie, Strategie en Beleidsplanning. Ze bleef gedeputeerde tot 2011 en keerde terug als lid van de Provinciale Staten tot ze in januari 2012 de burgemeester van Leiderdorp werd.  Driessen nam op haar zeventigste verjaardag, 7 november 2023, afscheid als burgemeester. Op die leeftijd is een burgemeester per wet verplicht om te stoppen. Op 14 november dat jaar werd Tjarda Struik burgemeester van Leiderdorp. 
Driessen-Jansen is gehuwd en heeft twee zoons.